# Konfliktpsychologie
Der Begriff Konfliktpsychologie wird unterschiedlich in Bereichen verwendet, die sich mit innerpsychischen oder zwischenmenschlichen Konflikten beschäftigen. Konfliktpsychologie ist im Gegensatz zur Konfliktsoziologie kein in den Sozialwissenschaften etablierter und definierter Begriff. Er wird häufig im Zusammenhang mit Konfliktmanagement, Krisenmanagement, Konfliktbewältigung, Konfliktlösungsstrategie, der Friedens- und Konfliktforschung und der Friedenspädagogik verwendet. Die Konfliktpsychologie richtet den Blick auf psychische Auswirkungen und Ursachen von Konfliktfeldern. Im Weiteren geht es ihr um psychologische Methoden von Konfliktvermeidung und -bewältigung. Es bestehen daher deutliche Überschneidungen mit der Friedenspsychologie.

## Konfliktpsychologie in Arbeit, Organisation und Sozialisation
Die psychischen Auswirkungen von Konflikten in Bereichen der menschlichen Arbeit gerieten eher zufällig in den Fokus wissenschaftlicher Erkenntnis. Während einiger industriesoziologischer Experimente, die zwischen 1924 und 1932 in der Hawthorne-Fabrik der Western Electric Company in Chicago (USA) durchgeführt wurden, stellten die Forscher eine überraschende Leistungssteigerung trotz der künstlich verschlechterten Arbeitsbedingungen fest. Die Leistungsbereitschaft stieg, weil sich die Beschäftigten als Teil des Experiments wahrnahmen. Seitdem entfaltete sich in der Soziologie, der Sozial- und Organisationspsychologie sowie der Motivationsforschung der Diskurs um die Bedeutung der informellen Struktur neben bzw. gegenüber der formellen Organisation. Die Human-Relations-Bewegung – noch von Elton Mayo, einem der Forscher im Hawthorne-Experiment, in Gang gebracht – suchte nach besseren informellen Strukturen, wie Betriebsklima, Arbeitsatmosphäre, Beteiligungskonzepten und Konflikthandhabung, um dadurch die Motivation und Leistungsbereitschaft der Betriebsbelegschaften zu steigern. Die Kritische Psychologie unter Federführung von Ute Holzkamp-Osterkamp konnte mit ihren Methoden die inneren Widersprüche dieses Konzeptes ausmachen. Die Permanenz des Konfliktes zwischen Eigentümern (Fabrikanten, Aktionären etc.) auf der einen und den abhängig Arbeitenden auf der anderen Seite konnte durch die Human-Relations-Bewegung mal verschleiert, mal gemildert, aber nie gelöst werden.
Eine Überwindung dieses Dilemmas versprach der Ansatz des Londoner Tavistock-Instituts.
Technische Effizienz und menschliche Bedürfnisse wurden als Komponenten eines offenen Systems wahrgenommen, das wie ein natürlicher Organismus funktionierte. So könnte sich die Technik auch den Menschen anpassen und nicht nur umgekehrt.
Wenngleich die Frage unbeantwortet blieb, inwieweit menschliche Selbstverwirklichung unter den Bedingungen ungleicher Machtverteilung überhaupt möglich ist, rückte der Mensch zumindest neben das technische System. Mensch und Technik wurden – vergleichbar mit anderen handlungsorientierten Systemtheorien – behandelt wie Bereiche eines Systemganzen.  Die in der Arbeit wahrgenommenen Interessen- und Handlungskonflikte brachten die Sozialwissenschaftler in einen dynamischen Zusammenhang mit den Bildungsorganisationen und der familiären Sozialisation. Die Theorien der sozialen Systeme öffneten sich – besonders durch die Sozialisationskomponenten – für eine organisations- und schließlich konfliktpsychologische Denkweise. David Mantell stellte in einer umfassenden Befragung amerikanischer Kriegsfreiwilliger als Ursache ihrer militärischen Aggressivität eine machtbetonte familiäre Sozialisation fest. Wie Paul Watzlawick und Thomas Gordon sah er in einer beziehungsreichen Kommunikation die Voraussetzung eines friedfertigen Miteinanders. Damit erschloss sich ein neuer Weg der Konflikterkenntnis: Konflikte sollten nicht mehr „überwunden“ werden. In jedem Konflikt aber wurden humane und evolutionäre Anteile von sozialem Nutzen erkannt. Heinz von Foerster entdeckte als Alternative zum solipsistischen Verhaltensprinzip das der Gemeinschaft. In einer globalen Synopse mehrfacher Wissenschaftsdisziplinen beobachtete Erich Jantsch Koevolution und Kooperation als übereinstimmendes Erkenntnis- und Ethikprinzip. Alfie Kohn erkannte die Kooperation als das Erfolgsmodell der Informationsgesellschaft, aus der Kooperation abgeleitete "assoziative Normen" galten bei Karl W. ter Horst als positiver Gegenpol zu einem machtorientierten Handeln, Joachim Bauer sah die kooperativen Fähigkeiten im Ergebnis seiner neurologischen Forschung und therapeutischen Erfahrungen in der menschlichen Natur begründet. Der von Carl Rogers für die Weiterentwicklung der Gesprächstherapie benutzte Begriff Empathie wurde von Robert F. Antoch für eine gelingende Kooperation ins Feld gebracht. Erika Spieß erkannte in der „empathischen Kooperation“ die Möglichkeit, Kommunikation und Prozesshaftigkeit des zwischenmenschlichen Handelns zu beschreiben.
Kooperation ist kein Konfliktlösungsmodell, sondern ein Konzept humaner Orientierung. Deshalb kann es in allen Organisationen – sowohl in profitorientierten Unternehmen, wie Industrie, Handwerk, Banken usw., als auch in Non-profit-Organisationen, wie Krankenhäuser, Schulen, Hochschulen usw. – und auf jeder Hierarchieebene der Gesellschaft gewinnbringend eingesetzt werden. Die Konfliktpsychologie hat unterschiedliche Kooperationsmodelle für die Bewältigung sozialer Krisensituationen zur Anwendung gebracht und kann so ihre Kompetenz von der Familien- bis zur Managementberatung einbringen.

## Konfliktpsychologie in internationalen Konflikten und der Friedensforschung
Von Johan Galtung, einem der maßgeblichen Gründer der Friedens- und Konfliktforschung, stammt der Begriff strukturelle Gewalt. Das Armutsgefälle eines Volkes oder einer Nation kann so groß sein, dass strukturelle Gewalt herrscht. Galtung wollte mit dem Begriff etwas zum Ausdruck bringen, das unter der Oberfläche eine düstere Gestalt angenommen hat, wie es bei Menschen ist, die über viele Jahrzehnte Leid und Not ertragen mussten und sich ein Leben ohne dieses „Schicksal“ nicht mehr vorstellen können. Es geschieht im Verborgenen, nimmt darin Gestalt und Struktur an. Hier nun liegen Ansatz und Aufgabe der Konfliktpsychologie: Wie die Psychologie schlechthin, will sie die psychischen und psychologischen – massen-, ethno- und gruppenpsychologischen – Hintergründe wahrnehmbar machen. Zur Prophylaxe eines Umschlagens von struktureller in äußerliche Gewalt – Stammesfehden, Rebellionen, Bürgerkriege, ethnische und internationale Konflikte – sind entsprechende Strategien der Konfliktpsychologie unumgänglich. Dabei gilt das Prinzip: Gewalteinbringung zur Gewaltvermeidung ist Ultima Ratio und in der Regel – historisch zuletzt im Irak-Krieg gut belegt – Öl, das das Feuer zum Lodern bringt. Die christliche Friedensethik ist deshalb darum bemüht, die Lehre eines „gerechten Krieges“ konsequent zu überwinden und an ihre Stelle die des „gerechten Friedens“ zu setzen. Der Weltrat der Kirchen (= Ökumenischer Rat der Kirchen) bündelt die politische, wirtschaftliche und ökologische Dimension des Friedens im konziliaren Prozess für Gerechtigkeit, Frieden und Bewahrung der Schöpfung.
Oft schwelt ein internationaler Konflikt – der global gefährlichste war der Ost-West-Konflikt – nach dem Prinzip gegenseitiger Abschreckung durch Aufrüstung. Der von Dieter Senghaas eingebrachte Begriff autistische Strukturen kann der Konfliktpsychologie als Instrumentarium zur neutralen und objektiven Lage- und Lagereinschätzung dienen. Im Falle eines gewaltsamen Konfliktes entwickelt die Konfliktpsychologie Konzepte der Pazifizierung mit dem Ziel der Konfliktbeilegung durch Kooperation zunächst gemäßigter Konfliktteilnehmer. Eine Parabel für dieses Vorgehen ist der Roman Bel Canto von Ann Patchett. Ein Zentrum der Friedens- und Konfliktforschung, bei dem viele Fäden zusammenlaufen, ist das Stockholm International Peace Research Institute. Eine der schwierigsten Aufgaben fällt der Konfliktpsychologie in der Auf- und Verarbeitung von Konflikt-, Kriegs- und Gewaltfolgen zu. Hier spannt sich das Spektrum von der therapeutischen Traumabewältigung bis zur Mitkonzipierung pädagogischer Didaktik zur Vergangenheitsbewältigung und Neugestaltung eines friedfertigen Gemeinwesens.
Seit den Terroranschlägen am 11. September 2001 erschienen zahllose englischsprachige Veröffentlichungen zur Konfliktpsychologie – Conflict Psychology. Der größte Teil von ihnen sollte der psychologischen, oft religionspsychologischen Einschätzung des weltweiten Terrorismus dienen und endete vielfach in einer Rechtfertigung der westlichen Wertehegemonie. Daneben finden sich aber auch differenzierte Einschätzungen zu Entstehung und Realität des gegenwärtigen Terrorismus einschließlich der Achtung und Wertschätzung der islamischen Religion und Kultur. Nur auf diesem Wege – das die Erkenntnis seriöser Konfliktpsychologen – kann Gewalt reduziert und irdischer Friede vermehrt werden.
Einrichtungen der Friedens- und Konfliktforschung
- Bonn International Center for Conversion
- Leibniz-Institut Hessische Stiftung Friedens- und Konfliktforschung
- Institut für Friedensforschung und Sicherheitspolitik an der Universität Hamburg
- Zentrum für Konfliktforschung in Marburg
- Heidelberger Institut für Internationale Konfliktforschung